# علي أكبر مسعود الخميني
علي أكبر مسعودي خميني (بالفارسية: علی‌اکبر مسعودی خمینی) (1932 -) هو آية الله إيراني. وهو عضو في جمعية مدرسي حوزة قم العلمية، بالإضافة إلى عمله أمينًا لضريح العتبة الفاطمية.

## النشأة والتعليم
ولد علي أكبر مسعودي في عام 1932 في خمين. نشأ في عائلة من الطبقة المتوسطة، وكان والده غلام علي مسعودي طاهياً للمعجنات. بدأ تعليمه بالالتحاق بنفس المدرسة الابتدائية التي درس فيها روح الله الخميني في خمين. عندما بلغ الخامسة عشرة من عمره، غادر إلى أراك لمتابعة دراساته الإسلامية. هناك درس على يد العديد من العلماء مثل الملا عبد الله وآخرين، في المدرسة الدينية في أراك لمدة 2-3 سنوات قبل أن يغادر إلى قم لمواصلة دراساته الإسلامية في مدرسة قم. هناك، درس على يد علماء شيعة مثل محمد رضا غولبايغاني وحسين بروجردي وغيرهم. كما أمضى 4 سنوات في النجف، حيث حضر .حوزة النجف.

## المعلمون
في فترة دراسته للإسلام كان لعلي العديد من المعلمين المحترمين، منهم:
- محمد تقي بهجت فوماني
- روح الله الخميني
- حسين البروجردي
- محمد رضا الكلبيكاني
- الملا عبد الله
- الشيخ أحمد الطاهر
- موسى الصدر
- سيد رضا الصدر
- سيد علي أراكية